# Yevgueni Nuzhin
Yevgeny Anatolievich Nuzhin (1967 - noviembre de 2022) fue un militar ruso convicto que se alistó en el Grupo Wagner durante la invasión rusa de Ucrania en 2022.
Fue prisionero de guerra en Ucrania y posteriormente fue ejecutado sumariamente con un martillo por el Grupo Wagner por presunta traición.

## Biografía
Nuzhin nació en 1967 en Kazajistán. De joven sirvió en el Ministerio del Interior del ejército ruso y tras finalizar su servicio se instaló en Nizhny Nóvgorod . En 1999 asesinó a una persona e hirió a otra por lo que fue condenado a 24 años de prisión. En la cárcel se casó con una mujer llamada Olga Viktorovna  con quien tuvo dos hijos. Fue condenado a cuatro años más de prisión por intento de fuga.
Pasó sus primeros cuatro años de su condena en campos de trabajos forzados en el norte de los Urales. Posteriormente, fue enviado a la prisión IK3 en el Óblast de Riazán. Después de tres años, fue enviado a Vladímir, tras lo cual regresó a Riazán. Mientras estuvo en prisión, mantuvo cuentas en las redes sociales. Expresó su apoyo a la anexión de Crimea de 2014 y la invasión de Ucrania de 2022.

## Captura en Ucrania
Nuzhin declaró que se unió al Grupo Wagner después de que Yevgueni Prigozhin visitara su prisión en la región de Riazán. Después de siete días de entrenamiento, el 25 de agosto fue enviado a la región de Lugansk. El 2 de septiembre llegó al frente de la invasión rusa. El 4 de septiembre decidió rendirse. Luego, Nuzhin fue capturado por Ucrania. Como prisionero de guerra, concedió una entrevista al periodista ucraniano Yuri Butusov, y dijo que se había unido al Grupo Wagner sólo para salir de prisión y entregarse rápidamente a Ucrania. Sostuvo que se oponía a la invasión rusa y expresó su esperanza de permanecer en Ucrania  y el deseo de luchar por las Fuerzas Armadas de Ucrania.

## Muerte
El 13 de noviembre, un canal de Telegram afiliado al Grupo Wagner publicó un vídeo titulado "El martillo de la venganza"  que mostraba la "ejecución por traición" de Nuzhin utilizando un mazo. Yevgueni Prigozhin, jefe del Grupo Wagner, se atribuyó la responsabilidad de su asesinato diciendo que era "la muerte de un perro para el perro".  En este vídeo, Nuzhin dijo que fue secuestrado el 11 de noviembre de 2022, mientras caminaba por las calles de Kiev, Ucrania, aunque es posible que el Grupo Wagner lo obligara a decir esto para advertir a otros.
Según el grupo de derechos humanos Gulagu.net, fue recapturado o devuelto al ejército ruso, que lo entregaron al Servicio de Seguridad Wagner. Según el canal de Telegram "Cheka-OGPU", Nuzhin fue devuelto el 11 de noviembre de 2022 en un intercambio de prisioneros con Ucrania.
El 13 de noviembre, Gulagu.net le pidió al presidente ucraniano ,Volodímir Zelenski, que investigara la razón de como Nuzhin terminó en cautiverio del Grupo Wagner a pesar de haberse rendido a Ucrania. Los familiares de Nuzhin en Rusia culparon al gobierno ucraniano por permitir que lo mataran, aunque sus hijos también afirmaron que el Servicio Federal de Seguridad de Rusia los estaban "buscando" para garantizar su silencio sobre el asunto. El 15 de noviembre, Mykhailo Podoliak, el asesor presidencial ucraniano, afirmó que Nuzhin había aceptado participar en un intercambio de prisioneros. 
Una fuente del ejército de Ucrania le dijo a la BBC que Nuzhin fue devuelto a Rusia a cambio de veinte militares ucranianos liberados del cautiverio ruso. La fuente, así como la periodista Ramina Eshakzai, que entrevistó a Nuzhin, opinaron que tan pronto como pudieron conseguir soldados ucranianos a cambio, no les importó lo que le pasara a Nuzhin.
En Rusia, ni la Fiscalía General ni el Comité de Investigación abrieron una investigación. Dmitri Peskov, el portavoz del presidente Vladímir Putin, cuando se le preguntó sobre el incidente, respondió "Esto no es asunto nuestro". La familia se enteró del asesinato a través del video publicado en las redes sociales.

## Legado
Después del asesinato captado en vídeo de Hamadi Bouta en 2017, un desertor del ejército sirio, que fue asesinado a golpes con un mazo por miembros del Grupo Wagner antes de que su cuerpo fuera decapitado e incendiado, y el asesinato de Yevgeny Nuzhin, el Grupo Wagner hizo de los mazos una parte de su marca. Las camisetas y otros productos muestran mazos junto al logotipo de Wagner, los seguidores y miembros del grupo se imaginaron sosteniendo mazos reales y réplicas en fotografías compartidas en línea.
En noviembre de 2022, cuando el Parlamento Europeo adoptó una resolución que designaba a Rusia como Estado patrocinador del terrorismo, en respuesta Yevgueni Prigozhin envió un mazo manchado con sangre falsa al Parlamento Europeo. Un grupo de ultranacionalistas rusos arrojó mazos contra la embajada finlandesa en Moscú y Serguéi Mirónov, un parlamentario ruso, publicó una foto de sí mismo posando con un mazo marcado con el logo del Grupo Wagner grabando un montón de calaveras.